# Modern Sketch

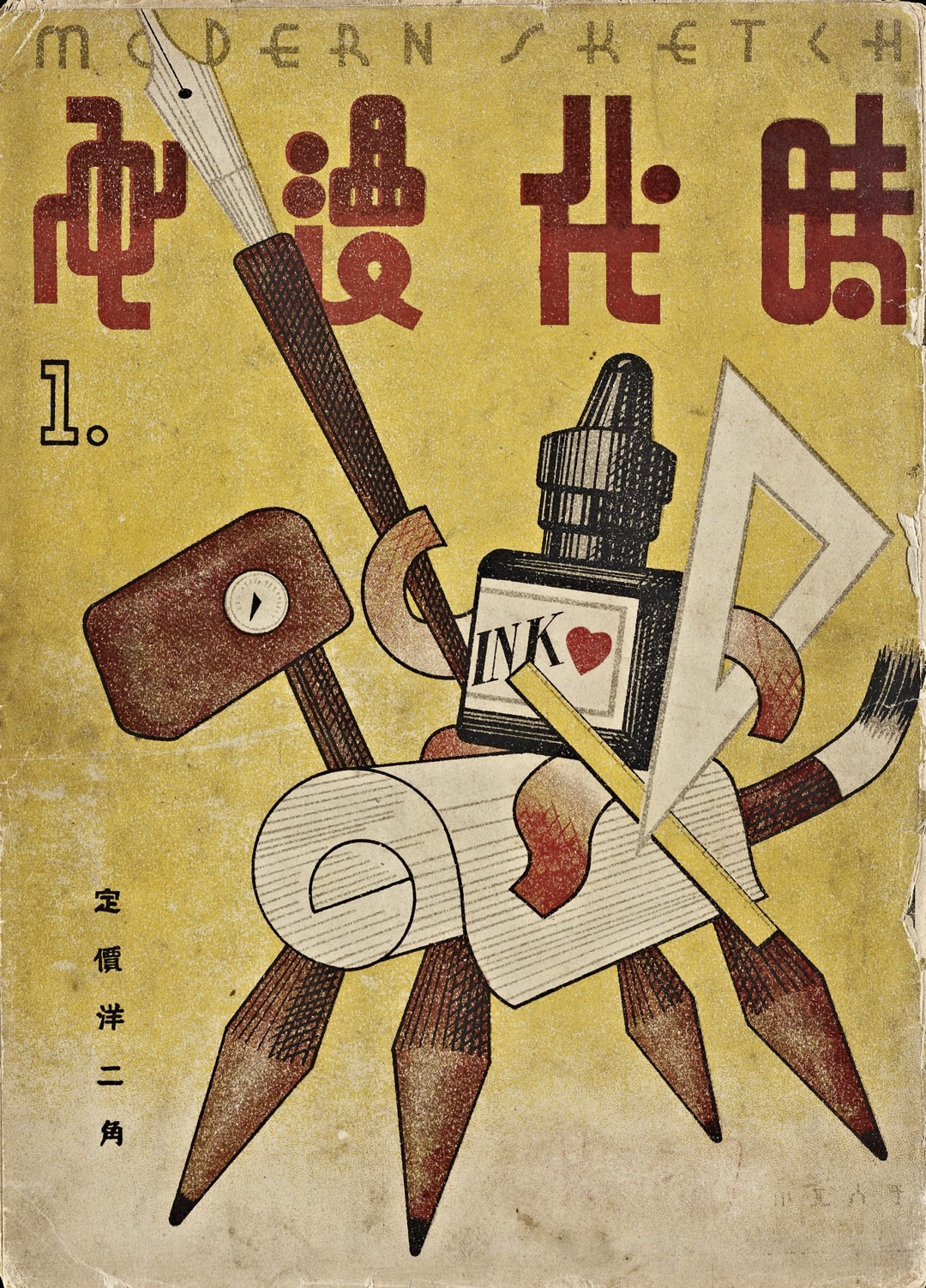
Primer número de Modern Sketch.

Modern Sketch (en chino tradicional, 時代漫畫; en chino simplificado, 时代漫画; pinyin, Shídài Mànhuà; Wade-Giles, Shih-tai Man-hua) fue un periódico mensual de arte chino en el período republicano. Se desarrolló desde enero de 1934 hasta junio de 1937.
 El editor era la Compañía de libros tiempos, los fundadores fueron los historietistas de Zhang Guangyu y Lu Shaofei. 

## Historia
Fue fundada en el año 1934. A partir de junio de 1937, la guerra llegó, se vio obligado a dejar de publicación, emitió un total de 39. Es la revista cómica de Shanghái de la edición más larga en el momento de la República de China. La invasión japonesa en el noreste de China surgió un sentimiento nacionalista de élite reflejado también en las imágenes de la revista. El libro además de publicar sobre la diversidad social también publicó obras de propaganda antijaponesa.
La revista publicaba historietas sátiras tradicionales, dibujos urbanos y cómics, y era una plataforma importante para la difusión de los libros de historietas durante la República de China. De ella participaron conocidos historietistas y contó con la colaboración de jóvenes artistas de la época. 
La publicación transmitió valores políticos y sociales, así como críticas hacia la agresión extranjera y el fascismo de la época. De formato de cómic individual, la mayoría son satíricos. Su estilo compagina lenguaje sencillo con léxico ambiguo.

## Historietas
- Min Jian Qing Ge，(Zhang guangyu)
- Gai Zao Bo Shi，(Lu shaofei)
- Jin Ping Mei，(Cao Hanmei)
- Señor Wang，(Ye Qianyu)